# Martin Wolf
Martin Harry Wolf (nascido em 16 de agosto  de 1946 em Londres) é um jornalista britânico especializado em economia. Ele é o principal comentarista econômico do jornal Financial Times. 

## Carreira

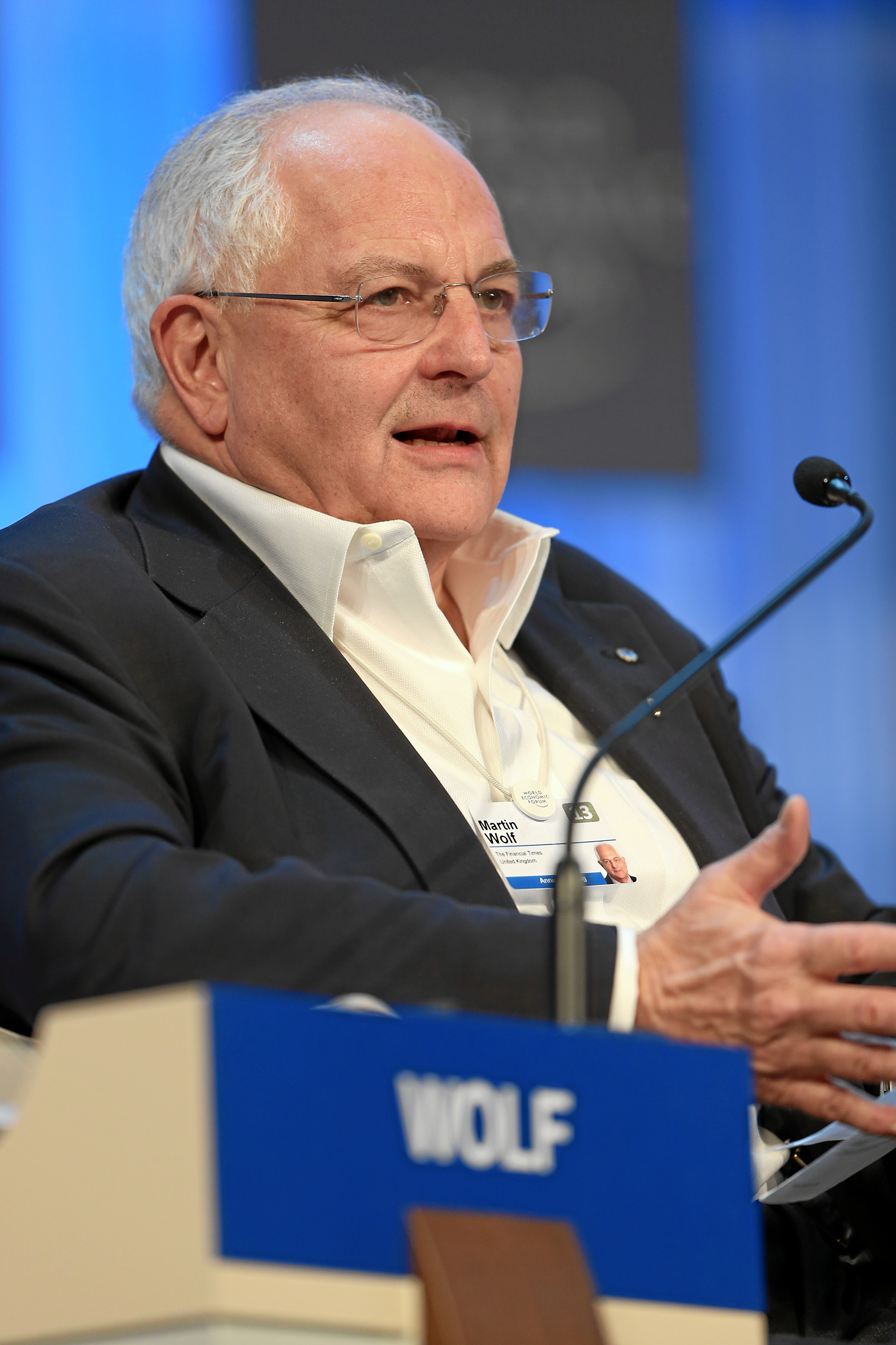
Wolf no Fórum Econômico Mundial em 2013.

Em 1971, Wolf ingressou no programa de jovens profissionais do Banco Mundial, tornando-se economista sênior em 1974. No início dos anos 1980, Wolf estava profundamente desiludido com as políticas do Banco adotadas sob a direção de Robert McNamara: o Banco vinha pressionando fortemente por maiores fluxos de capital para países em desenvolvimento, o que resultou em muitos deles sofrendo crises de dívida no início dos anos 80. Vendo os resultados da intervenção e também influenciado desde o início dos anos 1970 por várias obras críticas à intervenção do governo, como O Caminho da Servidão de Friedrich Hayek, Wolf mudou sua visão para a direita e o livre mercado.  
Ele se tornou um dos impulsionadores mais influentes do ressurgimento keynesiano de 2008-2009 e, no final de 2008 e início de 2009, usou sua plataforma no Financial Times para defender uma resposta fiscal e monetária massiva à crise financeira de 2007-2010. Wolf é um defensor de um imposto sobre o valor da terra. 